# Самиев, Бобо Джураевич
 Бобо Джураевич Самиев — таджикский учёный, доктор философских наук (2009), профессор (2011), заведующий кафедрой философии Таджикского государственного педагогического университета имени Садриддина Айни (2008—2010), заместитель ректора по научной работе (2011—2014).

## Биография
Родился 01.01.1970 года в селе Вешаб Айнинского района бывшей Ленинабадской области (ныне Согдийская область), в семье крестьянина. В 1993 году окончил факультет таджикской филологии Таджикского государственного педагогического университета имени Кандила Джураева, ныне Садриддина Айни, по специальности учитель таджикского языка и литературы и классических текстов.
С 1993 по 2008 год работал на кафедре философии и политологии Таджикского аграрного университета: с 01.09.1993 по 01.09.1994 заведующий кабинетом; с 22.12.1995 по 22.01.1999 г. — ассистент; с 01.04.2000 по 14.01.2003 г. старший преподаватель и с 14.01.2003 по 16.11.2005 г. — доцент кафедры.
С сентября 2009 по июнь 2011 года заведующий кафедрой философии и культуры ТГПУ имени Садриддина Айни, с 2011 по 2014 год заместитель ректора по научной работе.
С 2015 по 2018 год руководитель учебного отдела Таджикского государственного педагогического университета имени Садриддина Айни, с 2019 по 2022 год советник ректора. С января 2023 года профессор кафедры философии и культурологии.

## Научно-исследовательская деятельность
Занимается исследованием вопросов, связанных с просветительской школы, реформистским учением таджикских мыслителей XIX — начала XX вв., и проблем, связанных процессам воспитания и обучения и.т.д.
В 1999 году на Диссертационном совете Института философии, политологии и права имени А. Бахаваддинова Академии наук Республики Таджикистан защитил кандидатскую диссертацию на тему «Общественно-политические идеи Ахмада Дониша». В марте 2006 года ВАК РФ присвоено звание доцента. 23.06.2009 г. — защитил докторскую диссертацию на тему «Анализ философско-социальных взглядов таджикских просветителей на устройство и общественные отношения конца XIX начала XX вв.». В 2012 году ВАК РФ присвоено звание профессора.
С сентября 2011 по 20 сентября 2014 года заместитель главного редактора журнала «Вестник педагогического университета».
В 2022 году его стараниями и непосредственными усилиями при научном отделе университета организован журнал «Вестник педагогического университета: серия философские и политические науки».
Автор докладов на международных конференциях и совещаниях, проводимых за рубежом (в том числе в Российской Федерации, Казахстане, Китае, Иране, Афганистане) и внутри страны по повседневным проблемам общества. Он также принимает активное участие в республиканских и внутривузовских конференциях по важным проблемам философских наук.
Под его непосредственным руководством 12 аспирантов, докторантов и соискателей кафедры философии и культурологии ТГПУ имени Садриддина Айни выполнили кандидатские диссертации и успешно защитили их на Диссертационных советах Института философии, политологии и права имени А. Бахаваддинова Академии наук Республики Таджикистан и Национальный университет Таджикистана. Являлся членом Диссертацонного совета Института философии, политологии и права имени А.Баховаддинова (2016—2019), и Диссертационной совете при философском факультете Национального университета Таджикистана (с 2020 г. по настоящее время).
Опубликовал более 90 научных, научно-публичных статей в рецензируемых журналах ВАК РФ и ВАК при Президенте Республики Таджикистан.

## Учебники
1. Самиев Б.Дж. Социология (в соавторстве Идиев Х. У., Гиёев К. Х.). — — Душанбе: Деваштич, 2006. — 210 с.
2. Самиев Б.Дж. Практическая социология (в соавторстве Идиев Х. У., Гиёев К. Х.). — Душанбе: Санадвора, 2006. — 167с.
3. Самиев Б.Дж. Философия науки (в соавторстве с Р.Назариев). — Душанбе: издательство ТГПУ им. Садриддина Айни, 2011. — 210 с.
4. Самиев Б. Ж. Философия науки (в соавторстве с Р.Назариев). — Душанбе: издательство ТГПУ им. Садриддина Айни, 2015. — 230 с.
5. Самиев Б.Дж. Методология научного исследования. — Душанбе: издательство ТГПУ им. Садриддина Айни, 2018. — 174 с.

## Монографии и научные работы
1. Самиев Б.Дж. Социально-реформаторских воззрений Ахмада Дониша. — Душанбе: Санадвора, 2006. — 167с.
2. Самиев Б.Дж. Воззрения Ахмада Дониша и воспоминания иностранных туристов о социальном устройстве Бухарского эмирата. — Душанбе: Деваштич, 2008. — 118с.
3. Самиев Б.Дж. Философский анализ взглядов таджикских просветителей на структуру общественных отношений конца XI — начала XX веков. — Душанбе: Ирфан, 2008. — 267с.
4. Самиев Б.Дж. Способы чтения книг. — Душанбе. Издательство ТГПУ им. С.Айни, 2019. — 478 с. (перевод с персидского).
5. Самиев Б.Дж. История цивилизации и мировой культуры / Том 2. Издательство ТГПУ им. Садриддина Айни, 2017. — 310 с. (перевод с персидского).
6. Самиев Б.Дж. Абунаср ал-Фароби. «Классификация науки». Исследование, подготовка текста и пояснения. Типография ТГПУ имени Садриддина Айни. — Душанбе, 2020. — 64 с. (перевод с персидского).
7. Самиев Б.Дж. «Введение в знания Шамса Табрези и его взаимоотношения с Джалалуддином Руми». — Душанбе, 220. −299.
8. Самиев Б.Дж. Религиозный экстремизм: мониторинг общественного мнения (монография). Издательство ТГПУ. — Душанбе, 2023. — 142 с. (в соавторстве с Ш. П. Бердиевым).

## Научно-методические пособия
1. Самиев Б.Дж.. Некоторые вопросы «Политического трактата» Ахмада Дониша о государстве. — Душанбе: ТАУ, 1997. — 40 с.
2. Самиев Б.Дж. Учебно-методическое пособие по ведению воспитательной деятельности (в соавторстве с Бозоровой С. В.). — Душанбе: ТАУ, 2002. — 87с.
3. Самиев Б.Дж. Краткий текст лекций по демографии (в соавторстве с М. Махимовым). — Душанбе: ТАУ, 2004. — 26 с.
4. Самиев Б.Дж. Краткий текст лекций по философии (в соавторстве с Р. Давлатовым). — Душанбе: Деваштич, 2011. — 148 с.
5. Самиев Б.Дж. Руководство для родителей по вопросам образования и воспитания детей (в соавторстве с З. Шарифовым, Р. Косимовой). — Типография ТГПУ им. Садриддина Айни, 2011. — 28 с.
6. Самиев Б.Дж. Кафедра философии: история и перспективы развития (в соавторстве с Р. Назариевым). — Душанбе: Санадвора, 2013. — 112с.
7. Самиев Б.Дж. Методические рекомендации по разработке и оформлению дипломной работы (магистерской, дипломной работы) для уровней бакалавра, магистра и специалиста (в соавторстве с Рахмоновым А., Сулаймоновым И.). — Душанбе: Типография ТГПУ им. Садриддина Айни, 2013 — 48 с.
8. Самиев Б.Дж. Методические рекомендации по оформлению реферата (в соавторстве с А.Рахмоновым, И.Сулаймоновым). — Душанбе: Типография ТГПУ им. Садриддина Айни, 2013 — 12 с.
9. Самиев Б.Дж. Методические рекомендации по оформлению курсовой работы (в соавторстве с А. Рахмоновым, И. Сулаймоновым). — Душанбе: Типография ТГПУ им. Садриддина Айни, 2013 — 18 с.
10. Самиев Б.Дж. Словарь философии и методологии науки (в соавторстве с Р. Назариевым, Ш. Бердиевым). — Душанбе: Типография ТГПУ им. Садриддина Айни, 2016—156 с.
11. Самиев Б.Дж. Энциклопедия образования в сфере кредитной системы обучения. — Душанбе, ДДОТ им. С. Айни, 2019. — 304 с.

## Научные статьи
1. Самиев Б.Дж. Осознание понятия социальной системы общества в учениях таджикских мыслителей//Научный журнал «Таджикистан». — № 12. — Душанбе, 2004. — 5 стр.
2. Самиев Б.Дж. Анализ социальной структуры Бухарского эмирата и роль социальных слоёв общества в учении Ахмада Дониша//Известия АН РТ. Серия: философия и правоведение. № 1-4. — Душанбе, 2005. −10 стр.
3. Самиев Б.Дж. Армениус Вамбери и его сведения о составе населения и структуры власти Бухарского эмирата// Научный журнал «Кишоварз». — 2006. — № 1 . — С. 51 — 55.
4. Самиев Б.Дж. Ахмад Дониш и его последователи об экономике Бухарского эмирата// Экономика Таджикистана: стратегия развития. — Душанбе, 2008. — № 3. — 7 стр.
5. Самиев Б.Дж. Ахмад Дониш о принципах социально-экономической политики государства и эффективном использовании земельных и водных ресурсов//Доклады Таджикской Академии сельскохозяйственных наук. — Душанбе, 2008. — № 1 (15). — 5 стр.
6. Самиев Б.Дж. Ханыков Н. и Армениус Вамбери о составе и занятости населения Бухарского эмирата Х1Х — начала ХХв. //Вестник Таджикского национального университета. Серия: гуманитарных наук. — Душанбе, 2008. — № 2. — 8 стр.
7. Самиев Б.Дж. Историческая заслуга Садриддина Айни в развитии демократизации духовной жизни таджикского народа// Известия АН РТ. Серия: философия и правоведение. — 2008. — № 2. — 5 стр.
8. Самиев Б.Дж. Осознание понятия единства и национального самосознания с точки зрения Ахмада Дониша и последующих мыслителей таджикского народа// Известия АН РТ. Серия: философия и правоведение. — 2008. — № 2. — 7 стр.
9. Самиев Б.Дж. Решение некоторых аспектов экономической сферы Бухарского эмирата с точки зрения Ахмада Дониша и последующих таджикских мыслителей//Вестник ТНУ.-Д., 2009. — № 1. — 6 стр.
10. Самиев Б.Дж. Роль наука в учении Абуханифы//Журнал «Вопросы образования». — Д. — № 4, 2009. — 4 стр.
11. Самиев Б.Дж. Образования и техническая культура — перспективные стороны развития общества//Журнал «Вопросы образования». — Д.- № 2, 2010. — 4 стр.
12. Самиев Б.Дж. Образование и техническая культура/В кн. «Единство. Государство и Президент». — Т.10. — Д., 2010. — 9 стр.
13. Самиев Б.Дж. Ответственность родителей за воспитание и обучение детей/В кн. «Единство. Государство и Президент». — Т.11. — Д., 2011. — 10 стр.
14. Самиев Б.Дж. Особенности демократических народных движений в арабских странах// Вестник педагогического университета. № 1(44). Душанбе, 2012. — 4 стр.
15. Самиев Б.Дж. Актуальность перехода на кредитную систему обучения, повышающая уровень самообразования и творческого освоения знаний на основе индивидуализации и выборности// Вестник педагогического университета. № 4(53). Душанбе, 2013. — 6 стр.
16. Самиев Б.Дж. Философских анализ проблема система образования и национального самосознания в учении Садриддина Айнї/ В.кн. «Единства, государства и Президент» — Д., 2013. — С. 129—136.
17. Самиев Б.Дж. Социальные и культурные последствия расширения сферы информационных технологий в современном таджикистанском обществе// Вестник педагогического университета. № 1(50). Д., 2013. — С.37-42.
18. Самиев Б.Дж. Философские аспект оборонительного боя и области проявления оборонного сознания //Вестник педагогического университета. № 4(53), 2013. — 8 стр.
19. Самиев Б.Дж. Технология профессиональной подготовки студентов в развитии потенциала будущего учителя //Вестник педагогического университета. № 6(61), 2014. — С. 232—238.
20. Самиев Б. Ж. Экстремистские организации и движения — источник социальной уязвимости/ В книге «Единство, государство и президент». — Душанбе, 2016. — С.82-89.
21. Самиев Б.Дж. Просветительство и реформация — социально-культурные направления и как нового мировоззрения //Известия ТОМАНВШ. — № 2, 2016. — С.51-56.
22. Самиев Б.Дж. Вклад согдийцев в развитие шёлкового пути/Сб. статей международного форума "Образование и гуманитарный обмен в рамках инициативы «Один пояс, один путь». — Китая, 2017.
23. Самиев Б.Дж. Проблемы системы образования и формирования национальной идентичности с точки зрения Садриддина Айни / Сборник статей республиканской конференции «Проблемы реализации компетентных отношений в образовательном процессе». — Душанбе, ТГПУ им. Садриддина Айни, 2018. — 8 с.
24. Самиев Б.Дж. Объяснение и описание понятия «душа» в учении Ибн Боджи и представителей школы препатетизма // Вестник ТНУ, 2019, № 4. — 112—118.
25. Самиев Б.Дж. Классификация проявлений экстремизма в условиях развития таджикского общества // Вестник ТНУ. — Душанбе, 2020, № 1. — С. 139—143.
26. Самиев Б.Дж. Шамсиддин Табрези — совершенный человек и добрий мудрец/ В книге «Введение в знания Шамса Табрези и его взаимоотношения с Джалалуддином Руми». — Душанбе, 2020. — С.57-79.
27. Самиев Б.Дж. Некоторые методические требования к уровню чтения книги / В книге «Культура чтения». — Худжанд, 2020. — С. 78-82.
28. Самиев Б.Дж. Концепция естественного образования Жан-Жака Руссо и её философская сущность/Доклад Института философии, политологии и права АМИТ, 2020, № 4. — С. 18-26.
29. Самиев Б.Дж. Анализ социально-философских аспектов творчества Иброна Шарипова в формировании национального самосознания // Вестник педагогического университета. — Душанбе, 2021. — № 3-4 (3-4) — 8 с.
30. Самиев Б.Дж. Философия естественного воспитания Жан-Жака Руссо и её роль в формировании личности //Вестник педагогического университета. — Душанбе, № 1(1), 2021. — С.81-90.
31. Самиев Б.Дж. Профессиональные достоинства педагога и его роль в формировании образовательного процесса //Вестник педагогического университета. — Душанбе, № 1(1), 2021. — С. 128—133.
32. Самиев Б.Дж. Состояние и уровень религиозного экстремизма среди молодежи Республики Таджикистан //Вестник педагогического университета. — Душанбе, 2021 г. — № 3-4 (3-4). — С. 128—133.
33. Самиев Б.Дж. Роль национального единства в формировании национальной идентичности / В книге «Национальное единство: гарант стабильности и развития таджикского общества». — Душанбе, 2022. — С. 74-79.
34. Самиев Б.Дж. Астрономические идеи Ибн Сины и их влияние на формирование космологических идей последующих таджикских мыслителей. — Душанбе, 2022. — № 1. — С. 54-62.
35. Самиев Б.Дж. Роль таджиков в становлении и популяризации исламской культуры //Вестник педагогического университета. — Душанбе, 2022. — № 2. — С. 66-72.
36. Самиев Б.Дж. Роль межкультурного диалога в создании и поддержании мира в Таджикистане //Вестник Национального университета Таджикистана.- Душанбе, 2022. — № 3. — С.83-90.
37. Самиев Б.Дж. Человеческая проблема в учении Ахмади Дониша /Сборник статей «Национальное самосознание в условиях глобализации». Материалы международной научно-практической конференции. — Д. 2023.- С. 87-93.
38. Самиев Б.Дж. Распространение религиозного экстремизма среди молодежи Республики Таджикистан и основные пути его предотвращения //Вестник педагогического университета. Серия философских наук. 2023. № 1-2 (9-10). — С. 6-16.
39. Самиев Б.Дж. Распространение экстремистской идеологии основным препятствием на пути развития межкультурного диалога в системе национального управления //Таджикистан и современний мир. 2023. — № 1 (81). — С. 123—136.
40. Самиев Б.Дж. Культурная миссия и идея толерантности таджиков в формировании и расширении культурного диалога // ISSN 20741847. //Вестник Национального университета Таджикистана. — 2023. — № 3. — С. 136—145.